# Wieprz (fiume)
Il Wieprz (pronuncia: ˈvjɛpʂ, polacco per "cinghiale") è un fiume della Polonia centro-orientale, affluente della Vistola.
È il nono fiume più lungo del paese, con una lunghezza totale di 348,9 km e un bacino idrografico di 10 497 km2, tutto all'interno della Polonia.  Il suo corso vicino alla città di Łęczna comprende l'area protetta conosciuta come Parco paesaggistico Wieprz.
Il fiume ha la sua sorgente nel lago Wieprz, a Wieprzów Tarnawacki, vicino a Tomaszów Lubelski, e sfocia nella Vistola vicino a Dęblin. Il Wieprz è collegato ad un altro fiume, il Krzna, attraverso il canale Wieprz-Krzna, lungo 140 chilometri, costruito tra il 1954 e il 1961. Poiché il Wieprz con la sua ampia valle non è regolamentato, la sua natura è molto varia. Il fiume è abitato da numerosi uccelli, lontre europee e castori eurasiatici.
Durante la guerra sovietico-polacca le unità della quarta armata polacca si concentrarono lungo il Wieprz, preparandosi alla battaglia di Varsavia. Nel settembre del 1939, durante l'invasione della Polonia, lungo il fiume ebbe luogo la battaglia di Tomaszów Lubelski, nell'ambito della campagna di Polonia.